# 有吉実

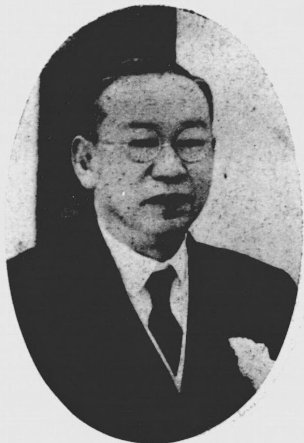
有吉実

有吉 実（ありよし みのる、1886年（明治19年）5月5日 - 1968年（昭和43年）6月29日）は、日本の内務・警察官僚、弁護士。官選宮崎県知事、尼崎市長。

## 経歴
京都府出身。有吉三七の三男として生まれる。第六高等学校を卒業。1912年、東京帝国大学法科大学法律学科（独法）を卒業。1913年（大正2年）11月、文官高等試験行政科試験に合格。司法省を経て内務省に入省し徳島県属となる。
以後、徳島県警視、徳島県理事官、長野県理事官、山形県理事官、鳥取県警察部長、三重県警察部長、福岡県書記官・警察部長、宮崎県書記官・内務部長、愛知県書記官・警察部長などを歴任。
1930年（昭和5年）8月、宮崎県知事に就任。兄・有吉忠一も本県知事を務めたことから県民は期待をもって彼を迎えた。1931年（昭和6年）12月18日、知事を依願免本官となり退官。1935年（昭和10年）6月から1943年（昭和18年）3月まで尼崎市長を二期務めた。戦後、公職追放となり、弁護士を開業した。

## 親族
- 兄 有吉忠一（内務官僚）・有吉明（外交官）